# Lukas Becher
Lukas Becher (* 24. März 2000 in Solingen) ist ein deutscher Handballspieler, welcher aktuell beim Handball-Bundesligisten HSG Wetzlar unter Vertrag steht.

## Karriere
Becher begann seine Profi-Karriere bei TUSEM Essen, welcher zu dieser Zeit (Saison 2020/21) in der Bundesliga spielte. Am Saisonende 2020/21 stieg Essen in die 2. Bundesliga ab. Dort spielte Lukas Becher von 2020 bis 2022 mit der Trikotnummer 18 und warf 88 Tore in 36 Ligaspielen. Anfang 2022 verpflichtete der Erstligist HSG Wetzlar den 22-jährigen.